# Пасицели
Пасицели (на украински: Пасицели) е село в Южна Украйна, Подилски район на Одеска област. Основано е през 1895 година. Населението му е около 367 души.